# Atthidograph
Als Atthidograph wird ein antiker Autor bezeichnet, der laut Überlieferung eine Atthis, eine Lokalgeschichte der Stadt Athen, verfasst hat. Die Bezeichnung ist modern. Die Werke der Atthidographen wurden nach einer Kategorisierung in alexandrinischer Zeit unter dem einheitlichen Titel Atthis gesammelt. Als historiographische Gattung bestanden die Atthiden bereits zuvor.

## Zeitstellung und Grundlagen
Die Werke der Atthidographen entstanden zwischen dem Ende des 5. und der Mitte des 3. Jahrhunderts v. Chr. Insgesamt sieben Schriftsteller zählt die moderne Forschung zu den Atthidographen, deren Werke nur aus Erwähnungen und in Fragmenten erhalten sind. Ob weitere Autoren eine Atthis im eigentlichen Sinne verfasst haben, ist ungewiss, aber unwahrscheinlich. Istros, der in diesem Zusammenhang oft genannt wird, nannte sein Werk Attika, nicht Atthis, und ist daher nicht zu den Atthidographen zu zählen. Der Dichter Hegesinos hat zwar ein Gedicht unter dem Titel Atthis verfasst, aber keine Lokalgeschichte. Immerhin nennt Pausanias den Athen gewidmeten Teil seiner Periegesis mehrfach Atthis syngraphe. Bereits die Antike fasste diese Autoren zu jenen, „die die Atthiden schrieben“, zusammen, auch wenn die dadurch ausgedrückte Zusammengehörigkeit rein oberflächlich blieb. Allerdings gehen die Übereinstimmungen in Fragen der Chronologie so weit, dass Wilamowitz eine allen Werken zugrundeliegende Chronik vermutete, die auf die Exegetai, die amtlichen Ausleger des Sakralrechts in Athen, zurückzuführen sei. Die Einrichtung der Exegeten selbst ist hingegen erst seit der zweiten Hälfte des 5. Jahrhunderts inschriftlich belegt, literarisch in Platons Dialog Euthyphron erwähnt. Gesammelt und ediert wurden die Fragmente der Atthidographen in dem Sammelwerk Die Fragmente der griechischen Historiker.

## Verfasser
Hellanikos von Lesbos wird zumeist als erster der Atthidographen angesehen, der einzige nicht aus Athen stammende Lokalhistoriker der Stadt. Er gab mit seinem wohl bald nach 403/402 v. Chr. veröffentlichten Werk den Rahmen für alle folgenden Autoren vor. Um 350 v. Chr. folgte Kleidemos mit vier Büchern, deren erster Band auch gesondert als Protogonia zitiert wurde. Bald darauf schrieben Androtion – ein Schüler des Isokrates und athenischer Staatsmann, dessen Atthis acht Bücher umfasste und in 68 Fragmenten überliefert ist – und mit diesem etwa gleichzeitig, nur wenige Jahre jünger, Phanodemos – beide veröffentlichten ihre Atthis zwischen ca. 340 und ca. 330 v. Chr. Zur Zeit der Diadochen schrieb Demon von Athen seine mindestens vierbändige Geschichte Athens. Melanthios, der wenigstens zwei Bücher über die Geschichte der Stadt und ein weiteres Werk über die eleusinischen Mysterien schrieb, ist zeitlich nicht exakt einzuordnen, schrieb aber wohl im 4. Jahrhundert v. Chr. Den Abschluss bildete Philochoros, der in einer um 290 v. Chr. begonnenen und nach dem Chremonideischen Krieg abgeschlossenen, siebzehnbändigen Atthis das umfassendste Werk dieser Gattung verfasste, von dem zahlreiche Fragmente erhalten sind.

## Inhalte
Allen Atthidographen gemeinsam ist der Versuch, die athenische Geschichte ab der Königszeit bis zu ihrer Gegenwart darzustellen. Hellanikos ist hierbei der erste, der die Liste der athenischen Könige rekonstruierte und in ein für die Antike schlüssiges chronologisches Gerüst brachte. Gleiches tat er wohl mit der Archontenliste, die er in die Frühzeit hin erweiterte, so dass sie bis in die mythische Zeit zurückreichte. Seine geschichtliche Darstellung reichte bis zum Peloponnesischen Krieg, wurde allerdings bereits von Thukydides abwertend erwähnt. Seine Stellung als Atthidograph wurde in jüngerer Zeit in Frage gestellt. Für Pausanias galt Kleidemos als erster Lokalhistoriker Athens und Tertullian überliefert, Kleidemos habe für sein Werk einen goldenen Kranz erhalten. Während Androtion ein starkes Interesse an der eigenen Zeit erkennen ließ – allein fünf seiner acht Bücher waren dem Zeitraum 403 bis 340 v. Chr. gewidmet – und er Theseus zum Begründer der athenischen Demokratie stilisierte, war der auch inschriftlich bekannte Phanodemos in seinen mindestens neun Büchern vor allem an Fragen des Kultes interessiert und überzeichnete aus einer restaurativen Haltung heraus die Bedeutung Athens in der mythischen Vorzeit. Der Frühzeit besonders zugewandt war Demon, was Philochoros wegen dessen Ergebnissen zu einer Gegenschrift provozierte. Das Werk des Melanthios ist mit seinen lediglich vier erhaltenen Fragmenten inhaltlich nicht recht zu greifen.
Philochoros scheint in recht trockener Art und orientiert an den Archonten des jeweiligen Jahres die athenische Geschichte durchdekliniert zu haben, indem er in der Abfolge der Archonten die Ereignisse des Jahres aufzählte. Sein erstes Buch umfasste die mythische Zeit bis zur Herrschaft des Kekrops, das zweite die Zeit bis zum ersten einjährigen Archonten Kreon, dessen Amtszeit im Jahr 684/83 v. Chr. angesetzt wird. Buch drei umfasste die Jahre bis 460 v. Chr., Buch vier führte bis zum Beginn des Peloponnesischen Kriegs. Das fünfte und sechste Buch schritten in Zeiträumen von jeweils etwa 40 Jahren voran, ab Buch sieben und mit Eintritt der Lebenszeit des Philochoros wurden die Abschnitte kleinteiliger, umfassten nur wenige Jahre und endeten in Buch neun mit der Einweihung des Demetrios Poliorketes in die Eleusinischen Mysterien um 304/302 v. Chr. Das zehnte Buch umfasste möglicherweise Nachträge zu den ersten neun Büchern. Von den übrigen sieben Bänden wird lediglich Buch 16 in der antiken Literatur zitiert.
Mythische Begebenheiten wurden von den Atthidographen behandelt, als wären sie historische Ereignisse gewesen, die Darstellung entsprechend an eine historisierende Erzählweise angeglichen. Ziel war am Ende immer die Behandlung der jüngst vergangenen Historie, zumeist aus einer persönlichen politischen Haltung heraus, die bereits die Darstellung des Mythos und der älteren Vergangenheit beeinflusste.

## Bedeutung
Als historische Quelle sind die Atthidographen von Wert, da ihre Geschichtsschreibung auf Athen bezogen die Zeit zwischen Thukydides und der hellenistischen Geschichtsschreibung ab Polybios überbrückt und ergänzend neben die Alexanderhistoriker und deren Nachfolger tritt. Gleichwohl lag ihr Fokus meist auf mythischen und kultischen Fragen, so dass die erhaltenen Fragmente, neben ihren Beiträgen zur frühen Geschichte Athens, vor allem für diese Bereiche von Belang sind. Sofern sie Geschichte, insbesondere Verfassungsgeschichte schrieben, die immer eine nachträgliche Rekonstruktion der Abläufe und Zusammenhänge waren, müssen Quellenlage und Motivation der Atthidographen berücksichtigt werden. Bereits Aristoteles stützte sich in seinem Staat der Athener ausgiebig auf Androtion, vor allem für seine verfassungsgeschichtlichen Ausführungen. Für seinen späteren Nachfolger Philochoros war er eine wichtige Quelle. Plutarch nutzte für zahlreiche seiner Biographien die Überlieferungen der Atthidographen, die in der Antike generell gern als Gewährsmänner für Ereignisse der athenischen Geschichte, vor allem der Frühgeschichte herangezogen wurden.